# Вільяверде-де-Іскар
Вільяверде-де-Іскар (ісп. Villaverde de Íscar) — муніципалітет в Іспанії, у складі автономної спільноти Кастилія-і-Леон, у провінції Сеговія. Населення — 727 осіб (2010).
Муніципалітет розташований на відстані близько 120 км на північний захід від Мадрида, 50 км на північний захід від Сеговії.

## Демографія
Динаміка населення (INE ):